# Віктор Шиверт

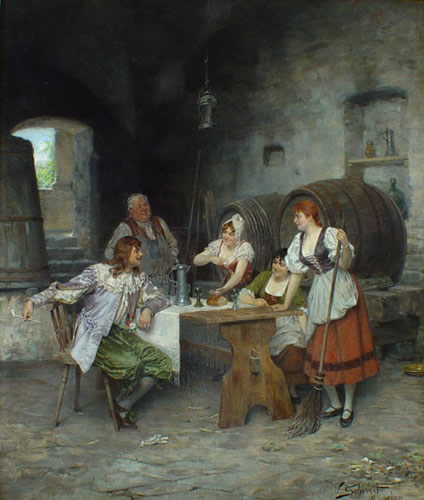
Віктор Шиверт. У винному шинку. Відвідувач (1900-ті)

Віктор Шиверт (рум. Victor Schivert; 1863, Ясси — 1926, Мюнхен) — відомий румунський художник; писав жанрові картини та картини у жанрі ню. Віктор Шиверт народився у Яссах. Навчався в художніх академіях Граца та Мюнхена. 